# Japalura fasciata
Japalura fasciata là một loài thằn lằn trong họ Agamidae. Loài này được Mertens mô tả khoa học đầu tiên năm 1926.